# Henry van Dyke

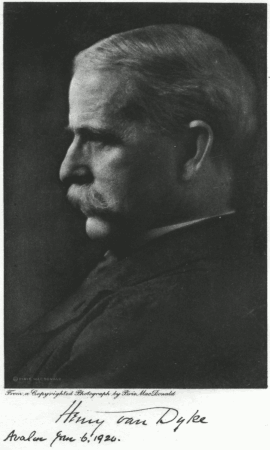
Henry van Dyke

Henry van Dyke (Germantown, Pensilvania, 10 de noviembre de 1852 - Princeton, Nueva Jersey, 10 de abril de 1933) fue un escritor, clérigo y docente estadounidense. Se graduó de la Universidad de Princeton en 1873, donde luego fue profesor de literatura inglesa. 
Fue pastor de la iglesia presbiteriana. Escribió poesía, ensayos y relatos. Fue también traductor de obras alemanas. Desempeñó importantes cargos públicos, como diplomático en Países Bajos. Ha permanecido como un autor muy popular, sobre todo debido a su relato The Other Wise Man (1895), que se menciona en una versión ilustrada por Jackie Morris. Falleció en Princeton, Nueva Jersey, a los 80 años.